# Musikteatergruppen Ariel
Musikteatergruppen Ariel var en svensk musikteatergrupp.
Musikteatergruppen Ariel medverkade med den politiska kabarén För fulla segel på dåvarande Vänsterpartiet kommunisternas valbåt S/V Ariel under valrörelsen 1979. Gruppen utgav singeln Håll babord (Avanti AVS-079), vilken på A-sidan innehöll Om livet, en översättning av den turkiske poeten Nâzım Hikmet, och på B-sidan Drömvals av Leif Nylén. På skivan medverkade som musiker Karin Biribakken, Björn Granath, Ann-Margret Fyregård, Gustav Kling, Figge Holmberg, Carin Ödquist, Kjell Westling och Urban Yman.